# کراوشویتس (زاکسن-آنهالت)
کراوشویتس (به آلمانی: Krauschwitz) یک منطقهٔ مسکونی در آلمان است که در تویشرن واقع شده‌است. کراوشویتس ۵۶۵ نفر جمعیت دارد.